# 卡尔二世 (伊森堡-比尔施泰因)

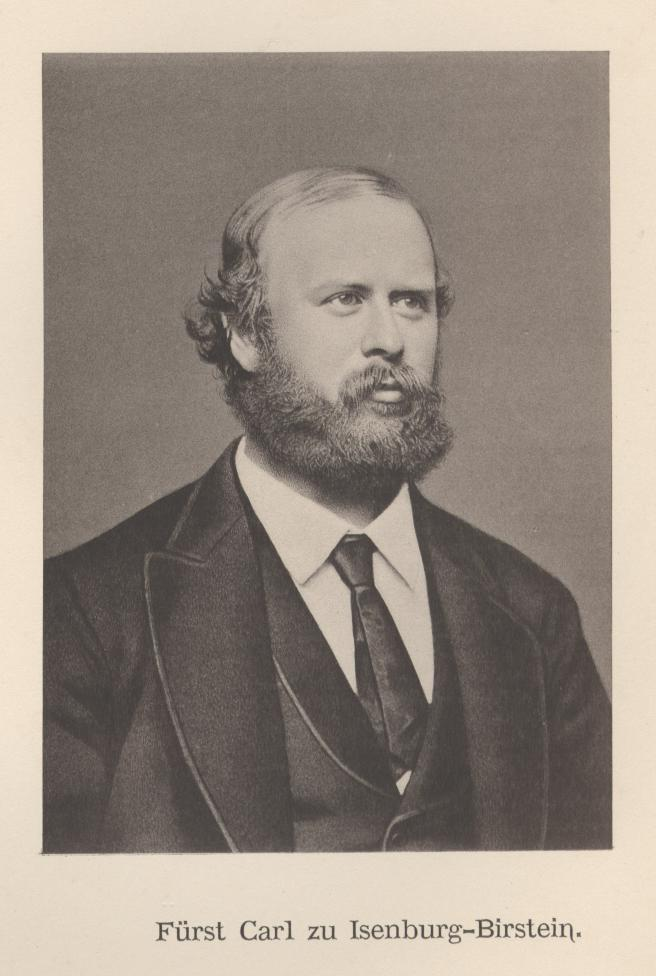
伊森堡-比尔施泰因亲王卡尔二世

卡尔·维克托·阿玛迪乌斯·沃尔夫冈·卡西米尔·阿道夫·博多（Karl Viktor Amadeus Wolfgang Kasimir Adolf Bodo；1838年7月29日—1899年4月4日），出生于比尔施泰因。伊森堡-比尔施泰因亲王。伊森堡-比尔施泰因系首领。是伊森堡-比尔施泰因系亲王卡尔一世的长孙，沃尔夫冈·恩斯特三世的侄子，维克多·亚历山大王子的长子。

## 家庭
1865年5月31日，卡尔在布兰代斯与奥地利-托斯卡纳公主玛丽亞·路易莎结婚。玛丽亞·路易莎的父親是托斯卡纳大公利奧波多二世，母親是兩西西里國王法蘭西斯科一世的女兒瑪麗亞·安東妮亞。二人有五子四女：
- 利奥波德·沃夫冈（Leopold Wolfgang，1866年3月10日－1933年1月30日）；
- 安東妮（Antoinette，1867年2月10日－1943年8月13日）；
- 玛丽（Marie，1868年6月24日－1919年3月19日）；
- 弗朗茨·约瑟夫（Franz Joseph，1869年6月1日－1939年9月15日）；
- 卡尔（Karl，1871年2月18日－1951年5月6日）；
- 维克托（Viktor，1872年2月29日－1946年2月4日）；
- 阿尔方斯·馬利亞（Alfons Maria，1875年2月6日－1951年4月22日）；
- 伊丽莎白（Elisabeth，1877年7月18日－1943年9月28日）；
- 阿德莱德（Adelheid，1878年10月31日－1936年3月4日）。